# Stacy Silver
Stacy Silver, pseudoniem van Dana Mandatová, (Brno, 7 mei 1981) is een Tsjechisch fotomodel en pornoactrice. Ze is ook onder de namen Bianca MD, Dana A, Dana M, Julie, Sasha Stacey Silver, Stacy Lovecock en Susanne bekend.

## Loopbaan
Dana Mandatová begon op jeugdige leeftijd als model voor commercials in Tsjechië. Zo speelde ze o.a. in een commercial voor een chocolademerk en in tal van andere commerials. Op achttienjarige leeftijd begon ze haar carrière in de porno-industrie. In 2001 maakte ze de overstap naar de wereld van de grote Amerikaanse hardcore-pornoproducties. Sindsdien is ze vooral in Gonzostijl producties van de labels Red Light District, Zero Tolerance etc. te zien. Maar ook pornofilms met eenvoudige dialogen behoren tot haar repertoire, zoals de Enigma Sex Thriller van H2 of Millionaire van Private.
Inmiddels zijn er meer dan honderd dvd-producties met haar in een hoofdrol verschenen. Sinds 2005 werkt Stacy Silver ook als regisseur aan producties waarin ze zelf ook als actrice meewerkt.
Inmiddels heeft Stacy Silver haar openbare optredens beëindigd als gevolg van haar optredens in fotoshoots als hard-softcoremodel en als fotomodel. Naast galerieën voor screensavers, achtergrondschermen waren vooral de voor mc-nudes ontstane fotogalerieën te noemen, die erotische fotografie op hoog niveau waren.

## Filmografie (selectie)
- 2 on 1 #13 (Erik Everhard, Anabolic, 2002)
- All You Can Eat (Zero Tolerance, 2005)
- Anal Addiction (Jill Kelly, 2001)
- Art of Ass 2 (Lex Drill, Lex Drill Productions, 2004)
- Ass Angels 3 (New Sensations, 2004)
- Ass Crackin 3 (Dillon, Digital Sin, 2004)
- Asswhole (Danny Case, 3rd Degree, 2004)
- Big Wet Asses 5 - The Real Deal (Thomas Zupko, Elegant Angel, 2004)
- Blowjob Impossible 3 (Nacho Vidal, Digital Sin, 2002)
- Bring Your A Game (Danny Case, 3rd Degree, 2006)
- Canibales Sexualis (Alex Romero, Fuxsion)
- Chew on my Spew 3 (Dillon, Doghouse Digital, 2005)
- Christoph Clark's Beautiful Girls 7 (Christopher Clark, Evil Angel, 2002)
- Clusterfuck 4 (Dillon, Mayhem, 2005)
- Cum Beggars (Danny Case, 3rd Degree, 2004)
- Debauchery 15 (Jean-Yves Le Castel, Diabolic, 2003)
- Euro Sluts (Francesco Trentalance, H2 Video, 2005)
- DPs and Orgies 1 (Alex Ladd, Elegant Angel, 2002)
- European Hotel Confessions (Kelle Marie, Torrid, 2006)
- Fishnets (Zero Tolerance, 2005)
- Fantom Seducer (Roman Nowicki, Private, 2004)
- Harder They Cum 2 (Denis Marti, Hustler, 2004)
- Internal Cumbustion 6 (Chris Streams, Zero Tolerance, 2005)
- Internal Violations 2 (Jonni Darkko, Digital Sin, 2003)
- Killer Pussy 9 (Nacho Vidal, New Sensations, 2001)
- Pirate Fetish Machine 21 - Vice for Vice (Steve Drakos, Private, 2005)
- Planet Silver 1 (Stacy Silver, Metro, 2005)
- Planet Silver 2 (Stacy Silver, Metro, 2006)
- Private Gold 67 - Millionaire (Alessandro Del Mar, Private, 2004)
- Private Gold 68 - Millionaire 2 (Alessandro Del Mar, Private, 2004)
- Private Life of Stacy Silver (compilation, Private, 2005)
- Rocco's Initiations 4 (Rocco Siffredi, Evil Angel, 2002)

## Prijzen en nominaties
- 2003 AVN Award nominatie – Beste Sex Scène in een Buitenlandse Productie – Killer Pussy 9 met Maryka, Tarzzan en Nacho Vidal
- 2003 FICEB Ninfa nominatie – Beste Sterretje – Santitas y Diablos
- 2004 AVN Award nominatie – Vrouwelijke Buitenlandse Artiest van het jaar
- 2004 FICEB Ninfa nominatie – Beste Actrice – Hot Property
- 2005 AVN Award nominitie – Beste Sex Scène in een Buitenlandse Productie – Millionaire met Simony en George Uhl
- 2006 AVN Award nominatie – Vrouwelijke Buitenlandse Artiest van het jaar
- 2007 AVN Award nominatie – Beste Sex Scène in een Buitenlandse Productie – Sonya & Priscila met Priscila Sol, JPX, Claudio Melone, Neeo en Charlie